# Fritillaria straussii
Fritillaria straussii är en liljeväxtart som beskrevs av Joseph Friedrich Nicolaus Bornmüller. Fritillaria straussii ingår i Klockliljesläktet och i familjen liljeväxter. Inga underarter finns listade.